# IrcII
ircII（アイアールシーツーまたはアイアールケーツー）は、C言語で書かれたオープンソースかつ自由ソフトウェアのUnix向けIRCおよびICBクライアントである。1980年代後半に最初にリリースされ、現在もメンテナンスされている最も古いIRCクライアントである。

## 歴史
ircIIは、IRC上でファイル転送機能を実装した最初のクライアントである。CTCPプロトコルは1990年にMichael Sandrofによってバージョン2.1で実装された。DCCプロトコルは1991年にTroy Rolloによってバージョン2.1.2に実装されたが、他のIRCクライアントに移植できるようには設計されていなかった。BitchX、EPIC、ScrollZなど、他のUNIX IRCクライアントもircIIのフォークである。

## 機能
ircIIはC言語で書かれており、termcap、テキストモード、ユーザインターフェイスを実装している。IRCサーバーへの暗号化されたTLS接続はOpenSSLライブラリを使用して確立される。また、Client-to-client protocolとDDCの両方を実装した最初のクライアントである。このアプリケーションは「高速、安定、軽量、ポータブル、かつ容易にバックグラウンド化できる」と宣伝された
。